# Oquawka
Oquawka is een plaats (village) in de Amerikaanse staat Illinois, en valt bestuurlijk gezien onder Henderson County.

## Demografie
Bij de volkstelling in 2000 werd het aantal inwoners vastgesteld op 1539. In 2006 is het aantal inwoners door het United States Census Bureau geschat op 1441, een daling van 98 (-6,4%).

## Geografie
Volgens het United States Census Bureau beslaat de plaats een oppervlakte van 4,8 km², waarvan 3,8 km² land en 1,0 km² water. Oquawka ligt op ongeveer 169 m boven zeeniveau.

## Plaatsen in de nabije omgeving
De onderstaande figuur toont nabijgelegen plaatsen in een straal van 20 km rond Oquawka.